# خواهر جنوب
خواهر جنوب (به انگلیسی: The Sister of the South) جلد چهارم مجموعه ی چهار جلدی «اژدهایان دلتورا» اثر امیلی رودا (جنیفر روو) است و در ۲۰۰۴سال توسط انتشارت اسکلاستیک منتشر شده است.